# Catherine Meusburger
Catherine Meusburger (7 de janeiro de 1978) é uma matemática e física austríaca. Seus principais interesses de pesquisa são em teoria das cordas. Desde 2011 atua como professora de matemática na Universidade de Erlangen-Nuremberg.
Meusburger cresceu em Heidelberg, onde se formou no Kurfürst-Friedrich-Gymnasium. Passou então a estudar física na Universidade de Freiburgo de 1996 a 2001, onde defendeu a tese The Quantisation of the algebra of invariants of the closed bosonic Nambu–Goto String using a concrete realization, pela qual ganhou o Prêmio Gustav-Mies Prêmio 2002 para melhor tese, e graduou-se com distinção. Dois meses depois, ela estava na Heriot-Watt University em Edimburgo para trabalhar em seu doutorado no departamento de matemática com Bernd Schroers; sua tese foi intitulada Phase space and quantisation of (2+1)-dimensional gravity in the Chern–Simons formulation.